# Nannilam
Nannilam är en ort i Indien.   Den ligger i distriktet Thiruvarur och delstaten Tamil Nadu, i den södra delen av landet, 2 000 km söder om huvudstaden New Delhi. Nannilam ligger 16 meter över havet och antalet invånare är 10 180.
Terrängen runt Nannilam är mycket platt. Runt Nannilam är det tätbefolkat, med 709 invånare per kvadratkilometer. Närmaste större samhälle är Thiruvarur, 12,2 km söder om Nannilam. Trakten runt Nannilam består till största delen av jordbruksmark.